# Mechanicsville, Virginia
Mechanicsville är en så kallad census-designated place i Hanover County i Virginia i närheten av delstatens huvudstad Richmond. Vid 2020 års folkräkning hade Mechanicsville 39 482 invånare.

## Kända personer från Mechanicsville
- Jason Mraz, musiker